# Pien Dicke
Pien Dicke (Den Haag, 28 augustus 1999) is een Nederlands hockeyer die sinds 2019 uitkomt voor SCHC. Eerder hockeyde ze voor HDM.  Met SCHC won ze in 2023 de Gold Cup.
Dicke debuteerde in 2020 voor Oranje in een Hockey Pro League-wedstrijd tegen China.  
Door een slepende voetblessure en een moeizame revalidatie kon Dicke ruim een jaar geen wedstrijden hockeyen. In juli 2022 maakte ze haar comeback bij SCHC en enkele maanden later werd ze weer opgenomen in de Oranjeselectie voor de Hockey Pro League 2022/23.
Met de nationale ploeg werd Dicke Olympisch kampioen in 2024, en Europees kampioen in 2021, 2023 en 2025.

## Erelijst
Hockey Pro League 2020-21
 Europees kampioenschap 2021
 Hockey Pro League 2022-23
 Europees kampioenschap 2023
 Hockey Pro League 2023-24
  Olympische spelen 2024
 Hockey Pro League 2024-25
 Europees kampioenschap 2025
Felice Albers ·  
Joosje Burg  ·  
Pien Dicke ·  
Luna Fokke ·  
Yibbi Jansen ·  
Marleen Jochems ·  
Sanne Koolen ·  
Renée van Laarhoven ·  
Frédérique Matla ·  
Freeke Moes ·  
Laura Nunnink ·  
Lisa Post ·  
Pien Sanders ·  
Marijn Veen ·  
Anne Veenendaal (K) ·  
Maria Verschoor ·  
Xan de Waard  ·  
Coach: Paul van Ass